# Aulacaspis elaeagni
Aulacaspis elaeagni är en insektsart som först beskrevs av Green 1896.  Aulacaspis elaeagni ingår i släktet Aulacaspis och familjen pansarsköldlöss.
Artens utbredningsområde är Sri Lanka. Inga underarter finns listade i Catalogue of Life.